# Georges Escande
Pour les articles homonymes, voir Escande.
Georges Escande, né le 10 mai 1879 à Fumel (Lot-et-Garonne) et mort le 17 octobre 1944 dans la même ville, est un homme politique français.

## Biographie
Docteur en droit, il est négociant et agent général d'assurances à Fumel. Maire de Fumel de 1919 à 1944, conseiller général de 1926 à 1940 du canton de Fumel, il est sénateur radical-socialiste anticommuniste de Lot-et-Garonne de 1936 à 1941. Il vote en faveur des pouvoirs constituants demandés par le maréchal Pétain.
Il est chevalier de la Légion d'honneur et officier de l'Instruction publique.

## Sources
- « Georges Escande », dans le Dictionnaire des parlementaires français (1889-1940), sous la direction de Jean Jolly, PUF, 1960 [détail de l’édition]